# Solenysa wulingensis
Solenysa wulingensis är en spindelart som först beskrevs av Li och Song 1992.  Solenysa wulingensis ingår i släktet Solenysa och familjen täckvävarspindlar. Inga underarter finns listade i Catalogue of Life.